# Wildwasserrennsport-Europameisterschaften 2015
Die 10. Kanu-Wildwasserrennsport-Europameisterschaften fanden vom 4. bis 7. Juni 2015 statt. Die Wildwasserrennsport-Europameisterschaften wurden im bosnischen Banja Luka auf dem Vrbas ausgetragen. Erfolgreichste Nation war mit großem Abstand Deutschland. Vor allem über die klassische Mittelstrecke glänzte das deutsche Team mit dem Gewinn von sieben der zehn Titel, davon zwei Doppelsiege. In den Mannschaftsrennen zeigte das deutsche Team mit dem Gewinn von vier der fünf Kategorien im Classic und dem Vizetitel in drei Kategorien im Sprint eine großartige Leistung.

## Nationenwertung Gesamt
| Platz  | Land        | Gold | Silber | Bronze | Gesamt |
| ------ | ----------- | ---- | ------ | ------ | ------ |
| 1      | Deutschland | 8    | 7      | 1      | 16     |
| 2      | Frankreich  | 3    | 4      | 7      | 14     |
| 3      | Italien     | 3    | 1      | 2      | 6      |
| 4      | Slowenien   | 3    | 0      | 3      | 6      |
| 5      | Tschechien  | 2    | 7      | 4      | 13     |
| 6      | Kroatien    | 1    | -      | 1      | 2      |
| 7      | Schweiz     | -    | 1      | 2      | 3      |
| Gesamt | Gesamt      | 20   | 20     | 20     | 60     |

Im Einzelnen wurden folgende Ergebnisse erzielt.

## Classic
Die Classic-Wettbewerbe fanden am 4. und 5. Juni statt.

### Nationenwertung Classic
| Platz  | Land        | Gold | Silber | Bronze | Gesamt |
| ------ | ----------- | ---- | ------ | ------ | ------ |
| 1      | Deutschland | 7    | 3      | 1      | 11     |
| 2      | Tschechien  | 1    | 4      | 1      | 6      |
| 3      | Tschechien  | 1    | 2      | 3      | 6      |
| 4      | Italien     | 1    | -      | 1      | 2      |
| 5      | Kroatien    | 1    | -      | -      | 1      |
| 6      | Frankreich  | -    | 2      | 4      | 6      |
| 7      | Schweiz     | -    | 1      | 1      | 2      |
| 8      | Slowenien   | -    | -      | 1      | 1      |
| Gesamt | Gesamt      | 10   | 10     | 10     | 30     |

## Einzelwettbewerbe

### Einer-Kajak Männer
| Platz | Sportler                   | Land         | Zeit          |
| ----- | -------------------------- | ------------ | ------------- |
| 1     | Andreas Heilinger (Köln)   | Deutschland  | 11:38,02 Min. |
| 2     | Tobias Bong (Köln)         | Deutschland} | 11:38,83 Min. |
| 3     | Nejc Žnidarčič             | Slowenien    | 11:40,56 Min. |
| -     | -                          | -            | -             |
| 10    | Björn Beerschwenger (Köln) | Deutschland  | 11:54,29 Min. |
| 33    | Yannic Lemmen (Düsseldorf) | Deutschland  | 13:12,64 Min. |

### Einer-Kajak Frauen
| Platz | Sportler                          | Land        | Zeit          |
| ----- | --------------------------------- | ----------- | ------------- |
| 1     | Alke Overbeck (Braunschweig)      | Deutschland | 12:39,31 Min. |
| 2     | Manuela Stöberl (Rosenheim)       | Deutschland | 12:40,53 Min. |
| 3     | Sabine Eichenberger               | Schweiz     | 12:43,03 Min. |
| -     | -                                 | -           | -             |
| 6     | Maria Hollerieth (Rosenheim)      | Deutschland | 12:46,62 Min. |
| 12    | Sabine Füsser (Siegburg/Augsburg) | Deutschland | 13:03,74 Min. |

### Einer-Canadier Männer
| Platz | Sportler                      | Land        | Zeit          |
| ----- | ----------------------------- | ----------- | ------------- |
| 1     | Emil Milihram                 | Kroatien    | 12:40,14 Min. |
| 2     | Normen Weber (Brühl/Augsburg) | Deutschland | 12:51,89 Min. |
| 3     | Stéphane Santamaria           | Frankreich  | 12:51,93 Min. |
| -     | -                             | -           | -             |
| 8     | Tim Heilinger (Köln)          | Deutschland | 13:05,82 Min. |

### Einer-Canadier Frauen
| Platz | Sportler            | Land       | Zeit          |
| ----- | ------------------- | ---------- | ------------- |
| 1     | Radka Valikova      | Tschechien | 14:53,48 Min. |
| 2     | Sabine Eichenberger | Schweiz    | 15:07,71 Min. |
| 3     | Anezka Paloudova    | Tschechien | 15:14,60 Min. |

### Zweier-Canadier Männer
| Platz | Sportler                                      | Land        | Zeit          |
| ----- | --------------------------------------------- | ----------- | ------------- |
| 1     | Matthias Nies / Dominic Pesch (Brühl)         | Deutschland | 13:20,20 Min. |
| 2     | Tony Debray / Louis Lapointe                  | Frankreich  | 13:25,61 Min. |
| 3     | Normen Weber / René Brücker (Brühl)           | Deutschland | 13:26,28 Min. |
| 4     | Maik Schmitz / Tobias Trzoska (Siegburg/Bonn) | Deutschland | 13:28,33 Min. |

### Nationenwertung Classic-Einzel
| Platz  | Land        | Gold | Silber | Bronze | Gesamt |
| ------ | ----------- | ---- | ------ | ------ | ------ |
| 1      | Deutschland | 3    | 3      | 1      | 7      |
| 2      | Tschechien  | 1    | -      | 1      | 2      |
| 3      | Kroatien    | 1    | -      | -      | 1      |
| 4      | Frankreich  | -    | 1      | 1      | 2      |
|        | Schweiz     | -    | 1      | 1      | 2      |
| 6      | Slowenien   | -    | -      | 1      | 1      |
| Gesamt | Gesamt      | 5    | 5      | 5      | 15     |

## Teamwettbewerbe

### Kajak-Einer Männer
| Platz | Land        | Sportler                                              | Zeit          |
| ----- | ----------- | ----------------------------------------------------- | ------------- |
| 1     | Deutschland | Andreas Heilinger / Tobias Bong / Björn Beerschwenger | 12:32,77 Min. |
| 2     | Tschechien  | Tomáš Slovák / Richard Hala / Kamil Mruzek            | 12:33,29 Min. |
| 3     | Slowenien   | Nejc Žnidarčič / Tim Kolar / Maks Franceskin          | 12:38,59 Min. |

### Kajak-Einer Frauen
| Platz | Land        | Sportler                                               | Zeit          |
| ----- | ----------- | ------------------------------------------------------ | ------------- |
| 1     | Deutschland | Maria Hollerieth / Manuela Stöberl / Alke Overbeck     | 13:29,96 Min. |
| 2     | Frankreich  | Manon Hostens / Claire Bren / Marion Leriche           | 13:51,05 Min. |
| 3     | Italien     | Constanza Bonaccorsi / Mathilde Rosa / Beatrice Grasso | 13:59,76 Min. |

### Einer-Canadier Männer
| Platz | Land        | Sportler                                                | Zeit          |
| ----- | ----------- | ------------------------------------------------------- | ------------- |
| 1     | Deutschland | Normen Weber / Tim Heilinger / Dominik Pesch            | 13:41,84 Min. |
| 2     | Tschechien  | Ondřej Rolenc / Vladimir Slanina / Antonin Ales         | 13:43,38 Min. |
| 3     | Frankreich  | Stéphane Santamaria / Quentin Dazeur / Antoine Demateis | 13:48,91 Min. |

### Einer-Canadier Frauen
| Platz | Land       | Sportler                                              | Zeit          |
| ----- | ---------- | ----------------------------------------------------- | ------------- |
| 1     | Italien    | Alice Panato / Marlene Ricciardi / Valentina Razzauti | 15:40,29 Min. |
| 2     | Tschechien | Anezka Paloudova / Radka Valikova / Eliska Capakova   | 16:35,62 Min. |
| 3     | Frankreich | Claire Bren / Claire Haab / Manon Hostens             | 18:15,10 Min. |

### Zweier-Canadier Männer
| Platz | Land        | Sportler                                            | Zeit          |
| ----- | ----------- | --------------------------------------------------- | ------------- |
| 1     | Deutschland | Schmitz/Trzoska / Brücker/Weber / Pesch/Nies        | 13:31,99 Min. |
| 2     | Tschechien  | Vesely/Rygel / Jilek/Suchanek / Jelinek/Kristek     | 13:37,78 Min. |
| 3     | Frankreich  | Mareau/Troubady / Lapointe/Debray / Guyonnet/Dazeur | 13:47,32 Min. |

### Nationenwertung Classic-Mannschaft
| Platz  | Land        | Gold | Silber | Bronze | Gesamt |
| ------ | ----------- | ---- | ------ | ------ | ------ |
| 1      | Deutschland | 4    | -      | -      | 4      |
| 2      | Italien     | 1    | -      | 1      | 2      |
| 3      | Tschechien  | -    | 4      | -      | 4      |
| 4      | Frankreich  | -    | 1      | 3      | 4      |
| 5      | Slowenien   | -    | -      | 1      | 1      |
| Gesamt | Gesamt      | 5    | 5      | 5      | 15     |

## Sprint -einige Ergebnisse stehen noch aus-

### Nationenwertung Sprint
| Platz  | Land        | Gold | Silber | Bronze | Gesamt |
| ------ | ----------- | ---- | ------ | ------ | ------ |
| 1      | Frankreich  | 3    | 2      | 3      | 8      |
| 2      | Slowenien   | 3    | -      | 1      | 4      |
| 3      | Italien     | 2    | 1      | 1      | 4      |
| 4      | Deutschland | 1    | 4      | -      | 5      |
| 5      | Tschechien  | 1    | 3      | 3      | 7      |
| 6      | Schweiz     | -    | -      | 1      | 1      |
|        | Kroatien    | -    | -      | 1      | 1      |
| Gesamt | Gesamt      | 10   | 10     | 10     | 30     |

## Einzelwettbewerbe

### Einer-Kajak Männer
| Platz | Land                | Sportler    | Zeit       |
| ----- | ------------------- | ----------- | ---------- |
| 1     | Nejc Žnidarčič      | Slowenien   | 51,17 Sek. |
| 2     | Richard Hala        | Tschechien  | 51,34 Sek. |
| 3     | Paul Graton         | Frankreich  | 51,84 Sek. |
| -     | -                   | -           | -          |
| 7     | Yannic Lemmen       | Deutschland | 52,85 Sek. |
|       | Tobias Bong         | Deutschland |            |
|       | Björn Beerschwenger | Deutschland |            |
|       | Andreas Heilinger   | Deutschland |            |

### Einer-Kajak Frauen
| Platz | Land                 | Sportler    | Zeit       |
| ----- | -------------------- | ----------- | ---------- |
| 1     | Constanza Bonaccorsi | Italien     | 55,54 Sek. |
| 2     | Manon Hostens        | Frankreich  | 56,85 Sek. |
| 3     | Chantal Abgottspon   | Schweiz     | 57,22 Sek. |
| 4     | Manuela Stöberl      | Deutschland | 57,35 Sek. |
| -     | -                    | -           | -          |
| 6     | Alke Overbeck        | Deutschland | 57,98 Sek. |
| 7     | Maria Hollerieth     | Deutschland | 58,00 Sek. |
| 11    | Sabine Füsser        | Deutschland | 59,16 Sek. |

### Einer-Canadier Männer
| Platz | Land           | Sportler    | Zeit       |
| ----- | -------------- | ----------- | ---------- |
| 1     | Normen Weber   | Deutschland | 55,44 Sek. |
| 2     | Ondřej Rolenc  | Tschechien  | 55,70 Sek. |
| 3     | Quentin Dazeur | Frankreich  | 55,82 Sek. |
| -     | -              | -           | -          |
| 12    | Tim Heilinger  | Deutschland | 59,86 Sek. |

### Einer-Canadier Frauen
| Platz | Land               | Sportler   | Zeit       |
| ----- | ------------------ | ---------- | ---------- |
| 1     | Claire Haab        | Frankreich | 64,79 Sek. |
| 2     | Valentina Razzauti | Italien    | 66,90 Sek. |
| 3     | Radka Valikova     | Tschechien | 67,65 Sek. |

### Zweier-Canadier Männer
| Platz | Land                           | Sportler    | Zeit       |
| ----- | ------------------------------ | ----------- | ---------- |
| 1     | Simeon Hocevar / Blaz Cof      | Slowenien   | 54,02 Sel. |
| 2     | Tony Debray / Louis Lapointe   | Frankreich  | 54,05 Sek. |
| 3     | Luca Zganjar / Peter Znidarcic | Slowenien   | 54,77 Sek. |
| -     |                                |             |            |
| 5     | Matthias Nies / Dominik Pesch  | Deutschland | 55,64 Sek. |
| -     |                                |             |            |
| 9     | Rene Brücker / Normen Weber    | Deutschland | 56,98 Sek. |

|}

### Nationenwertung Sprint-Einzel
| Platz  | Land        | Gold | Silber | Bronze | Gesamt |
| ------ | ----------- | ---- | ------ | ------ | ------ |
| 1      | Slowenien   | 2    | 0      | 1      | 3      |
| 2      | Frankreich  | 1    | 2      | 2      | 5      |
| 3      | Italien     | 1    | 1      | -      | 2      |
| 4      | Deutschland | 1    | -      | -      | 1      |
| 5      | Tschechien  | -    | 2      | 1      | 3      |
| 6      | Schweiz     | -    | -      | 1      | 1      |
| Gesamt | Gesamt      | 5    | 5      | 5      | 15     |

## Teamwettbewerbe

### Einer-Kajak Männer
| Platz | Land        | Sportler                                          | Zeit       |
| ----- | ----------- | ------------------------------------------------- | ---------- |
| 1     | Slowenien   | Nejc Žnidarčič / Tim Kolar / Vid Debeljak         | 54,11 Sek. |
| 2     | Deutschland | Yannic Lemmen / Björn Beerschwenger / Tobias Bong | 54,61 Sek. |
| 3     | Tschechien  | Tomáš Slovák / Richard Hala / Kamil Mruzek        | 55,11 Sek. |

### Einer-Kajak Frauen
| Platz | Land        | Sportler                                               | Zeit       |
| ----- | ----------- | ------------------------------------------------------ | ---------- |
| 1     | Frankreich  | Marion Leriche / Claire Bren / Manon Hostens           | 60,65 Sek. |
| 2     | Deutschland | Maria Hollerieth / Sabine Füßer / Alke Overbeck        | 61,64 Sek. |
| 3     | Italien     | Constanza Bonaccorsi / Mathilde Rosa / Beatrice Grasso | 61,69 Sek. |

### Einer-Canadier Männer
| Platz | Land        | Sportler                                         | Zeit       |
| ----- | ----------- | ------------------------------------------------ | ---------- |
| 1     | Tschechien  | Ondřej Rolenc / Vladimir Slanina / Antonin Hales | 58,92 Sek. |
| 2     | Deutschland | Normen Weber / Tim Heilinger / Dominik Pesch     | 59,17 Sek. |
| 3     | Kroatien    | Igor Gojic / Emil Milihram / Jadran Zonjic       | 59,44 Sek. |

### Einer-Canadier Frauen
| Platz | Land       | Sportler                                             | Zeit       |
| ----- | ---------- | ---------------------------------------------------- | ---------- |
| 1     | Italien    | Alice Panato / Marlene Ricciardi / Valentin Razzauti | 74,10 Sek. |
| 2     | Tschechien | Anezka Paloudova / Radka Valikova / Eliska Capakova  | 74,71 Sek. |
| 3     | Frankreich | Claire Bren / Claire Haab / Manon Hostens            | 82,90 Sek. |

### Zweier-Canadier Männer
| Platz | Land        | Sportler                                            | Zeit       |
| ----- | ----------- | --------------------------------------------------- | ---------- |
| 1     | Frankreich  | Mareau/Troubady / Lapointe/Debray / Guyonnet/Dazeur | 58,00 Sek. |
| 2     | Deutschland | Weber/Brücker / Pesch/Nies / Trzoska/Schmitz        | 59,15 Sek. |
| 3     | Tschechien  | Suchanek/Jilek / Rygel/Vesely / Sramek/Tomek        | 59,76 Sek. |

### Nationenwertung Sprint-Mannschaft
| Platz  | Land        | Gold | Silber | Bronze | Gesamt |
| ------ | ----------- | ---- | ------ | ------ | ------ |
| 1      | Frankreich  | 2    | -      | 1      | 3      |
| 2      | Tschechien  | 1    | 1      | 2      | 4      |
| 3      | Italien     | 1    | -      | 1      | 2      |
| 4      | Slowenien   | 1    | -      | -      | 1      |
| 5      | Deutschland | -    | 4      | -      | 1      |
|        | Kroatien    | -    | -      | 1      | 1      |
| Gesamt | Gesamt      | 5    | 5      | 5      | 15     |